# Doignies
Doignies est une commune française, située dans le département du Nord en région Hauts-de-France. Les habitants de Doignies s'appellent les Doigniesiens et les Doigniesiennes.

## Géographie

### Description
Doignies est un village rural picard du Nord situé à 15 km à l'ouest de Cambrai, 38 km au nord-ouest de Saint-Quentin, 25 km au nord de Péronne, 14 km au nord-est de Bapaume, 25 km au sud-est d'Arras
La commune est, avec  Mœuvres et Boursies une enclave du département du Nord dans le Pas-de-Calais.
Elle se trouve dans le bassin de vie de Bapaume et la zone d'emploi de Cambrai.

### Communes limitrophes

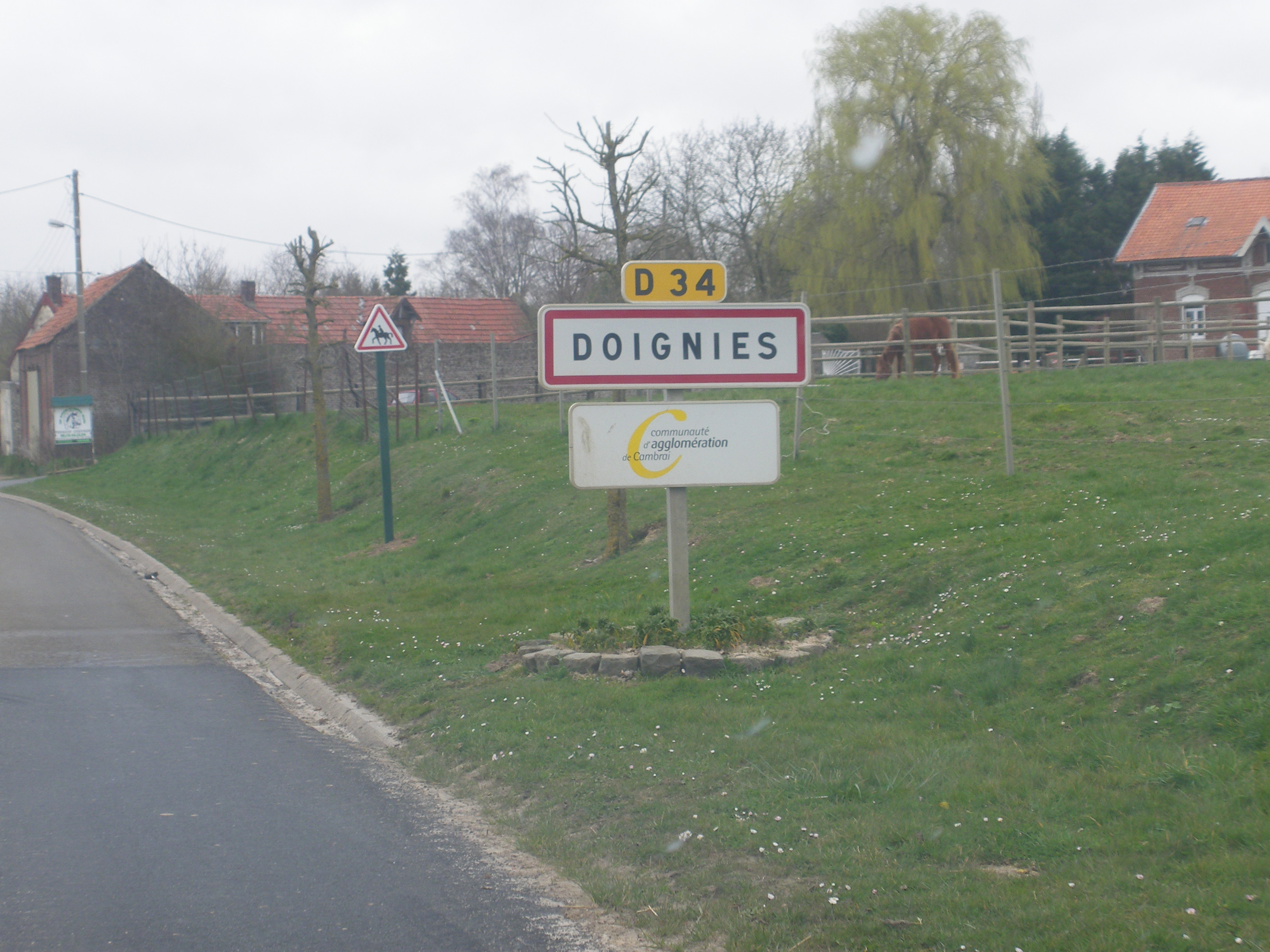
Une entrée de la commune.

|                      | Pronville-en-Artois | Inchy-en-Artois |
|                      | Doignies            | Boursies        |
| Beaumetz-lès-Cambrai |                     | Hermies         |

### Hydrographie

#### Réseau hydrographique
La commune est située dans le bassin Artois-Picardie. Elle est drainée par la Moeuvres,.

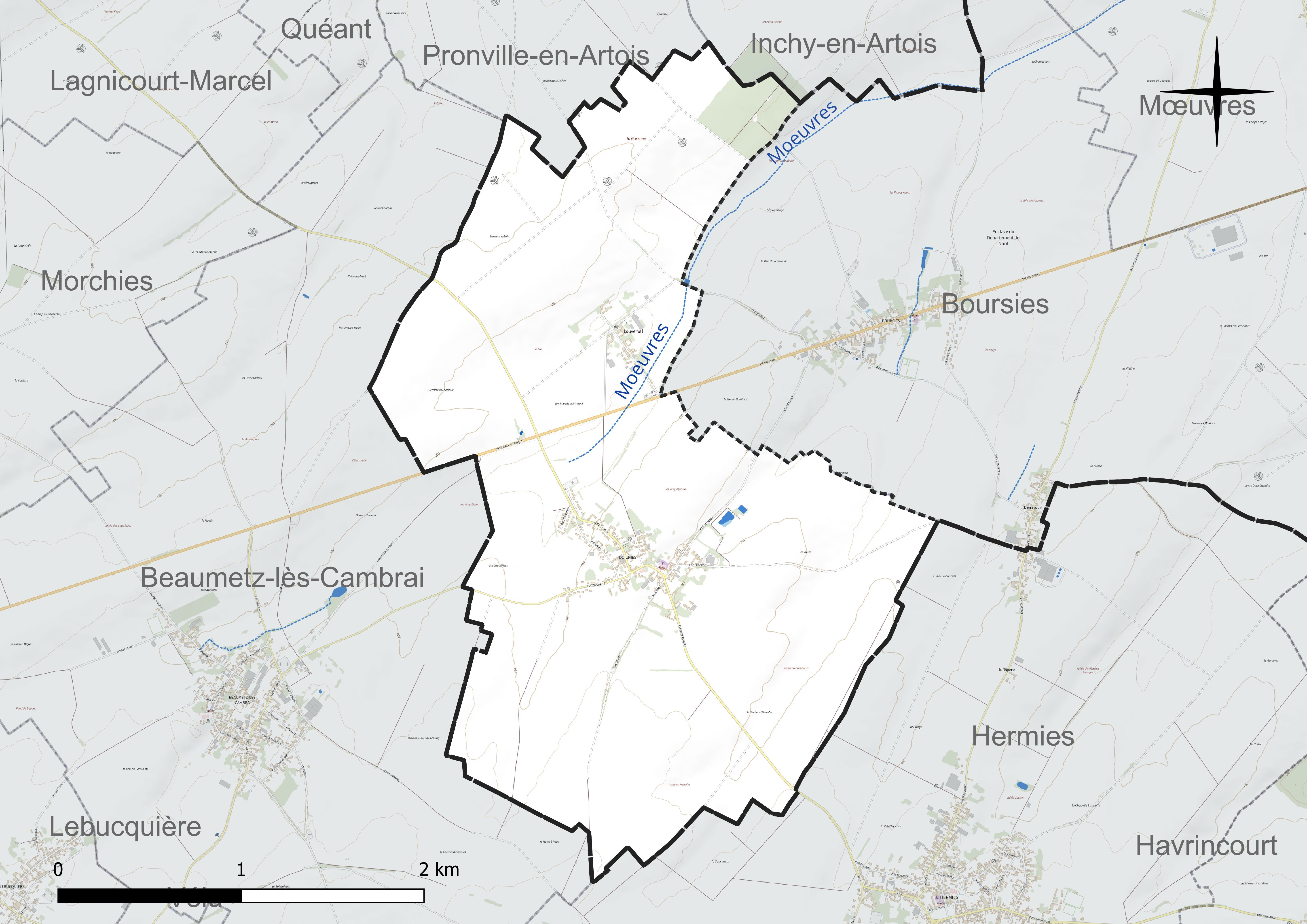
Réseau hydrographique de Doignies.

#### Gestion et qualité des eaux
Le territoire communal est couvert par le schéma d'aménagement et de gestion des eaux (SAGE) « Sensée ». Ce document de planification concerne un territoire de 857 km2 de superficie, délimité par le bassin versant de la Sensée. Le périmètre a été arrêté le 14 janvier 2023 et le SAGE proprement dit a été approuvé le 21 février 2020. La structure porteuse de l'élaboration et de la mise en œuvre est le syndicat mixte Escaut et Affluents (SyMEA). 
La qualité des cours d'eau peut être consultée sur un site dédié géré par les agences de l'eau et l'Agence française pour la biodiversité. 

### Climat
Pour des articles plus généraux, voir Climat des Hauts-de-France et Climat du Nord.
En 2010, le climat de la commune est de type climat océanique dégradé des plaines du Centre et du Nord, selon une étude du CNRS s'appuyant sur une série de données couvrant la période 1971-2000. En 2020, Météo-France publie une typologie des climats de la France métropolitaine dans laquelle la commune est exposée à un climat océanique et est dans la région climatique  Nord-est du bassin Parisien, caractérisée par un ensoleillement médiocre, une pluviométrie moyenne régulièrement répartie au cours de l'année et un hiver froid (3 °C). 
Pour la période 1971-2000, la température annuelle moyenne est de 10,2 °C, avec une amplitude thermique annuelle de 14,3 °C. Le cumul annuel moyen de précipitations est de 735 mm, avec 12,1 jours de précipitations en janvier et 9,2 jours en juillet. Pour la période 1991-2020, la température moyenne annuelle observée sur la station météorologique la plus proche, située sur la commune de Douai à 27 km à vol d'oiseau, est de 11,0 °C et le cumul annuel moyen de précipitations est de 729,2 mm,. Pour l'avenir, les paramètres climatiques de la commune estimés pour 2050 selon différents scénarios d'émission de gaz à effet de serre sont consultables sur un site dédié publié par Météo-France en novembre 2022.

## Urbanisme

### Typologie
Au 1er janvier 2024, Doignies est catégorisée commune rurale à habitat dispersé, selon la nouvelle grille communale de densité à sept niveaux définie par l'Insee en 2022.
Elle est située hors unité urbaine et hors attraction des villes,.

### Occupation des sols
L'occupation des sols de la commune, telle qu'elle ressort de la base de données européenne d'occupation biophysique des sols Corine Land Cover (CLC), est marquée par l'importance des territoires agricoles (95,2 % en 2018), une proportion sensiblement équivalente à celle de 1990 (95,7 %). La répartition détaillée en 2018 est la suivante : 
terres arables (95,2 %), zones urbanisées (4,8 %). L'évolution de l'occupation des sols de la commune et de ses infrastructures peut être observée sur les différentes représentations cartographiques du territoire : la carte de Cassini (XVIIIe siècle), la carte d'état-major (1820-1866) et les cartes ou photos aériennes de l'IGN pour la période actuelle (1950 à aujourd'hui).

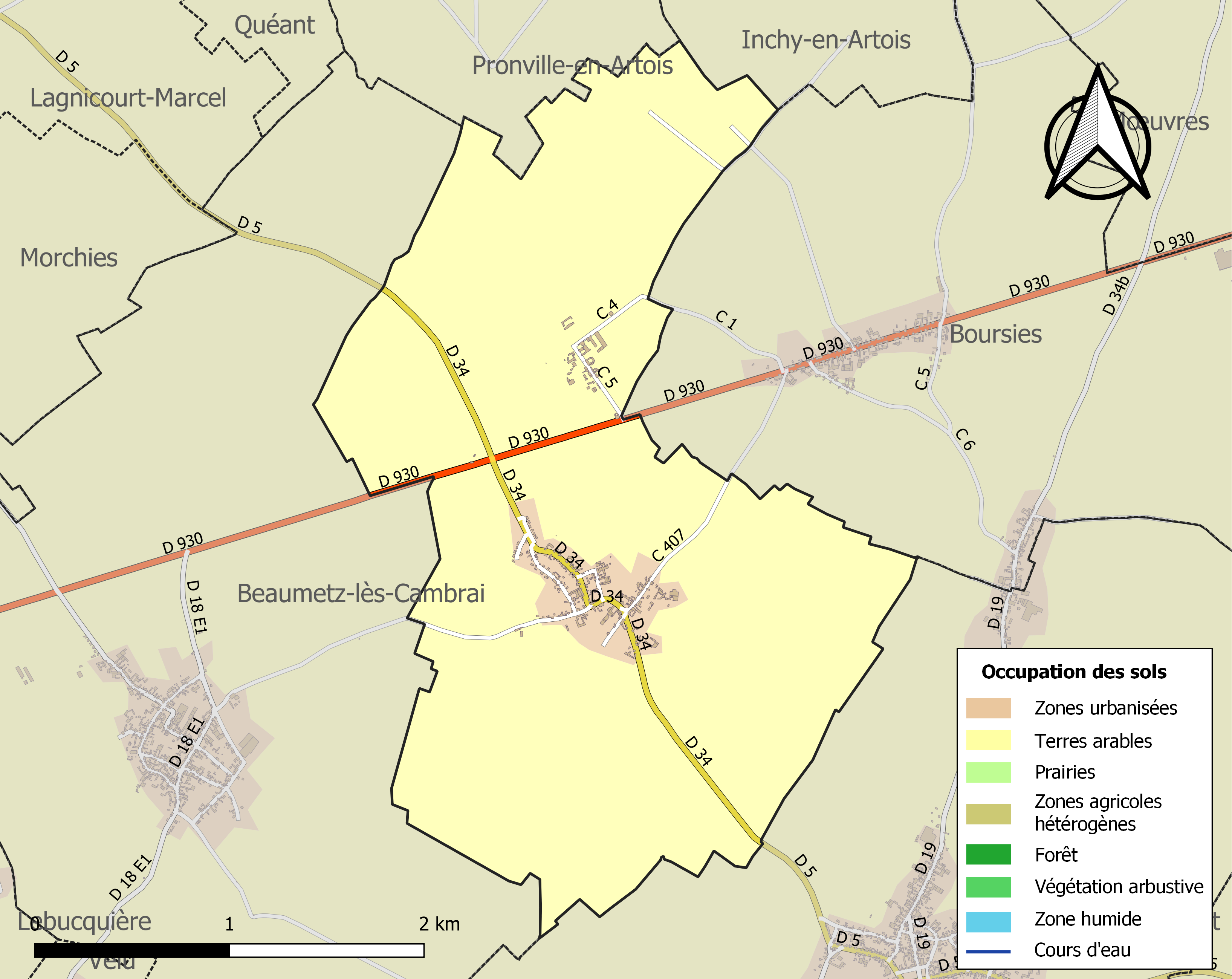
Carte des infrastructures et de l'occupation des sols de la commune en 2018 (CLC).

### Voies de communication et transports
La commune est desservie par le réseau de transports urbains de la Communauté d'agglomération de Cambrai appelé TUC (Transports Urbains du Cambrésis), par la ligne 15,.

## Histoire
Doignies compte comme hameau Louverval, où est implanté un mémorial dit Mémorial de Louverval relatif à la Première Guerre mondiale.
Avant la Révolution française, Louverval était le siège d'une seigneurie. La terre a été érigée en comté, donnant à son propriétaire le titre de comte, en août 1765 sous le nom de comté de Malet de Coupigny. Le domaine possède toute la justice seigneuriale et constitue un ensemble considérable dont relèvent plusieurs fiefs. Il est composé de cinq fiefs nobles qui ne forment qu'une seule justice et seigneurie relevant de la terre de Beaumetz.

## Héraldique
|  | Les armes de Doignies se blasonnent ainsi :"D'azur à un écusson d'or en abîme au chef cousu de gueules chargé de trois fermeaux d'or rangés en fasce." |

## Politique et administration
Maire de 1802 à 1808 : Samuel Boulanger'.

Maire en 1881 : Louis Harry.
| Période                                  | Période   | Identité       | Étiquette | Qualité |
| ---------------------------------------- | --------- | -------------- | --------- | ------- |
| avant 1995                               | mars 2008 | René Vitez     |           |         |
| mars 2008                                | En cours  | Pascal Mompach |           |         |
| Les données manquantes sont à compléter. |           |                |           |         |

## Population et société

### Démographie

#### Évolution démographique
L'évolution du nombre d'habitants est connue à travers les recensements de la population effectués dans la commune depuis 1793. Pour les communes de moins de 10 000 habitants, une enquête de recensement portant sur toute la population est réalisée tous les cinq ans, les populations de référence des années intermédiaires étant quant à elles estimées par interpolation ou extrapolation. Pour la commune, le premier recensement exhaustif entrant dans le cadre du nouveau dispositif a été réalisé en 2008.

En 2022, la commune comptait 323 habitants, en évolution de −4,15 % par rapport à 2016 (Nord : +0,51 %, France hors Mayotte : +2,11 %).
| 1793 | 1800 | 1806 | 1821 | 1831 | 1836 | 1841 | 1846 | 1851 |
| ---- | ---- | ---- | ---- | ---- | ---- | ---- | ---- | ---- |
| 500  | 492  | 570  | 679  | 797  | 817  | 818  | 780  | 814  |

| 1856 | 1861 | 1866 | 1872 | 1876 | 1881 | 1886 | 1891 | 1896 |
| ---- | ---- | ---- | ---- | ---- | ---- | ---- | ---- | ---- |
| 807  | 860  | 813  | 839  | 798  | 725  | 700  | 679  | 655  |

| 1901 | 1906 | 1911 | 1921 | 1926 | 1931 | 1936 | 1946 | 1954 |
| ---- | ---- | ---- | ---- | ---- | ---- | ---- | ---- | ---- |
| 582  | 576  | 527  | 346  | 335  | 312  | 312  | 273  | 277  |

| 1962 | 1968 | 1975 | 1982 | 1990 | 1999 | 2006 | 2008 | 2013 |
| ---- | ---- | ---- | ---- | ---- | ---- | ---- | ---- | ---- |
| 282  | 292  | 276  | 263  | 225  | 226  | 254  | 263  | 330  |

| 2018 | 2022 | - | - | - | - | - | - | - |
| ---- | ---- | - | - | - | - | - | - | - |
| 329  | 323  | - | - | - | - | - | - | - |

#### Pyramide des âges
La population de la commune est relativement jeune.
En 2018, le taux de personnes d'un âge inférieur à 30 ans s'élève à 41,4 %, soit au-dessus de la moyenne départementale (39,5 %). À l'inverse, le taux de personnes d'âge supérieur à 60 ans est de 15,8 % la même année, alors qu'il est de 22,5 % au niveau départemental.
En 2018, la commune comptait 172 hommes pour 157 femmes, soit un taux de 52,28 % d'hommes, largement supérieur au taux départemental (48,23 %).
Les pyramides des âges de la commune et du département s'établissent comme suit.
| Hommes | Classe d’âge | Femmes |
| ------ | ------------ | ------ |
| 0,0    | 90 ou +      | 0,0    |
| 4,1    | 75-89 ans    | 5,1    |
| 9,3    | 60-74 ans    | 13,4   |
| 18,6   | 45-59 ans    | 19,7   |
| 23,8   | 30-44 ans    | 23,6   |
| 19,2   | 15-29 ans    | 21,0   |
| 25,0   | 0-14 ans     | 17,2   |

| Hommes | Classe d’âge | Femmes |
| ------ | ------------ | ------ |
| 0,5    | 90 ou +      | 1,4    |
| 5,3    | 75-89 ans    | 8,1    |
| 14,8   | 60-74 ans    | 16,2   |
| 19,1   | 45-59 ans    | 18,4   |
| 19,5   | 30-44 ans    | 18,7   |
| 20,7   | 15-29 ans    | 19,1   |
| 20,2   | 0-14 ans     | 18     |

## Lieux et monuments
- L'église Saint-Martin.
- Le monument aux morts.
- Le mémorial de Cambrai situé au bord de la route de Cambrai.
- Le cimetière militaire britannique situé à côté du mémorial de Cambrai.

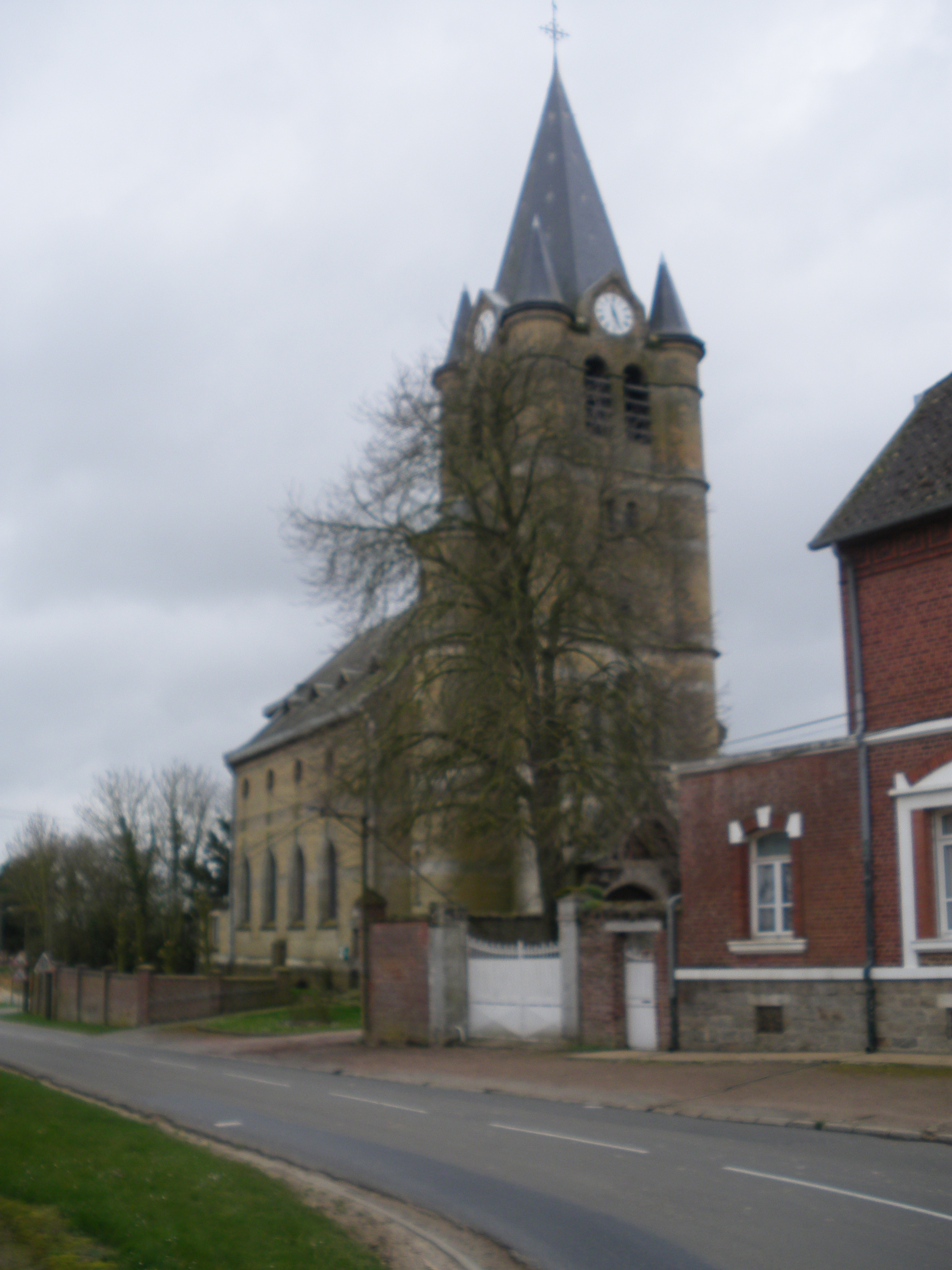
L'église
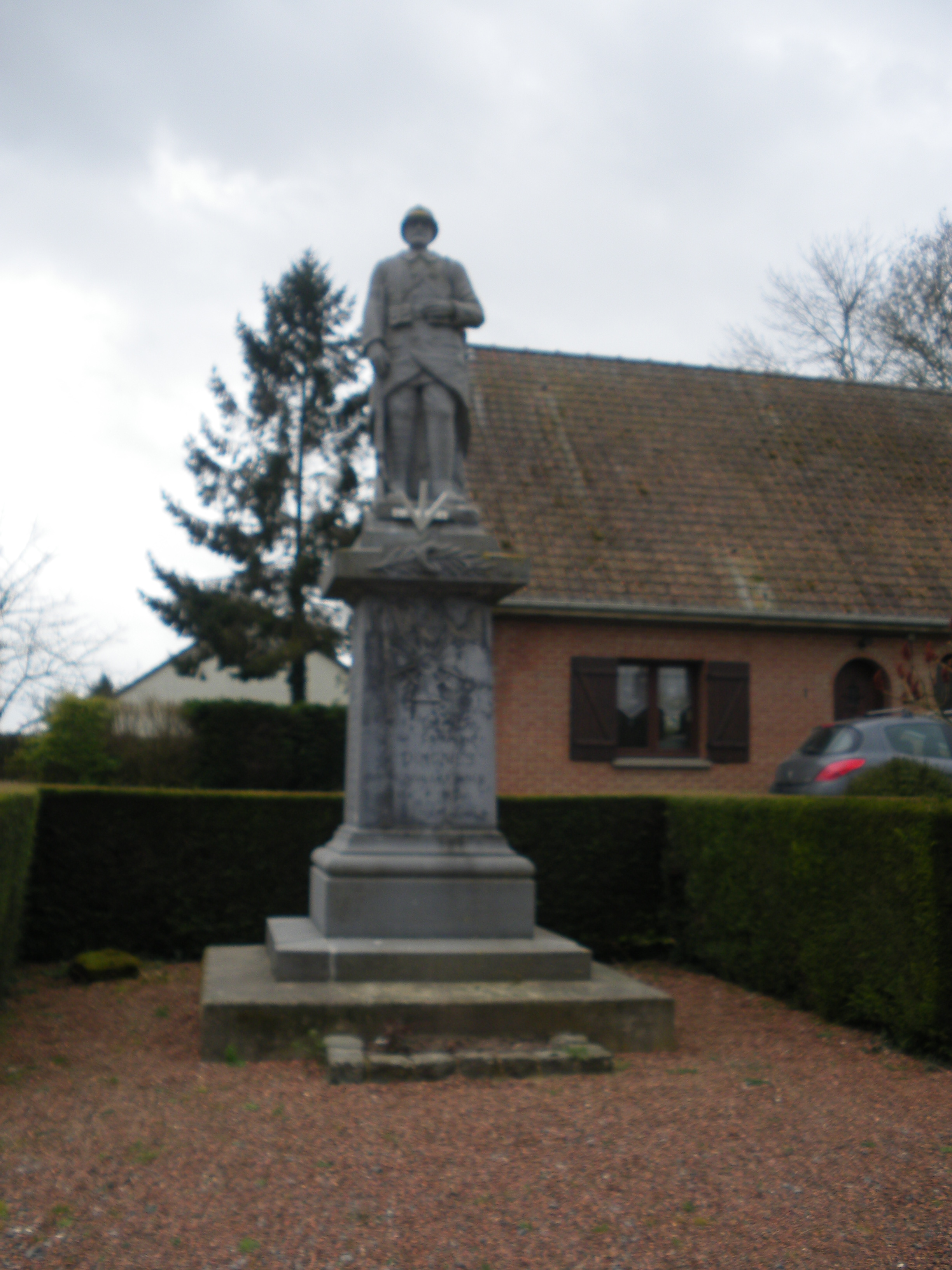
Le monument aux morts
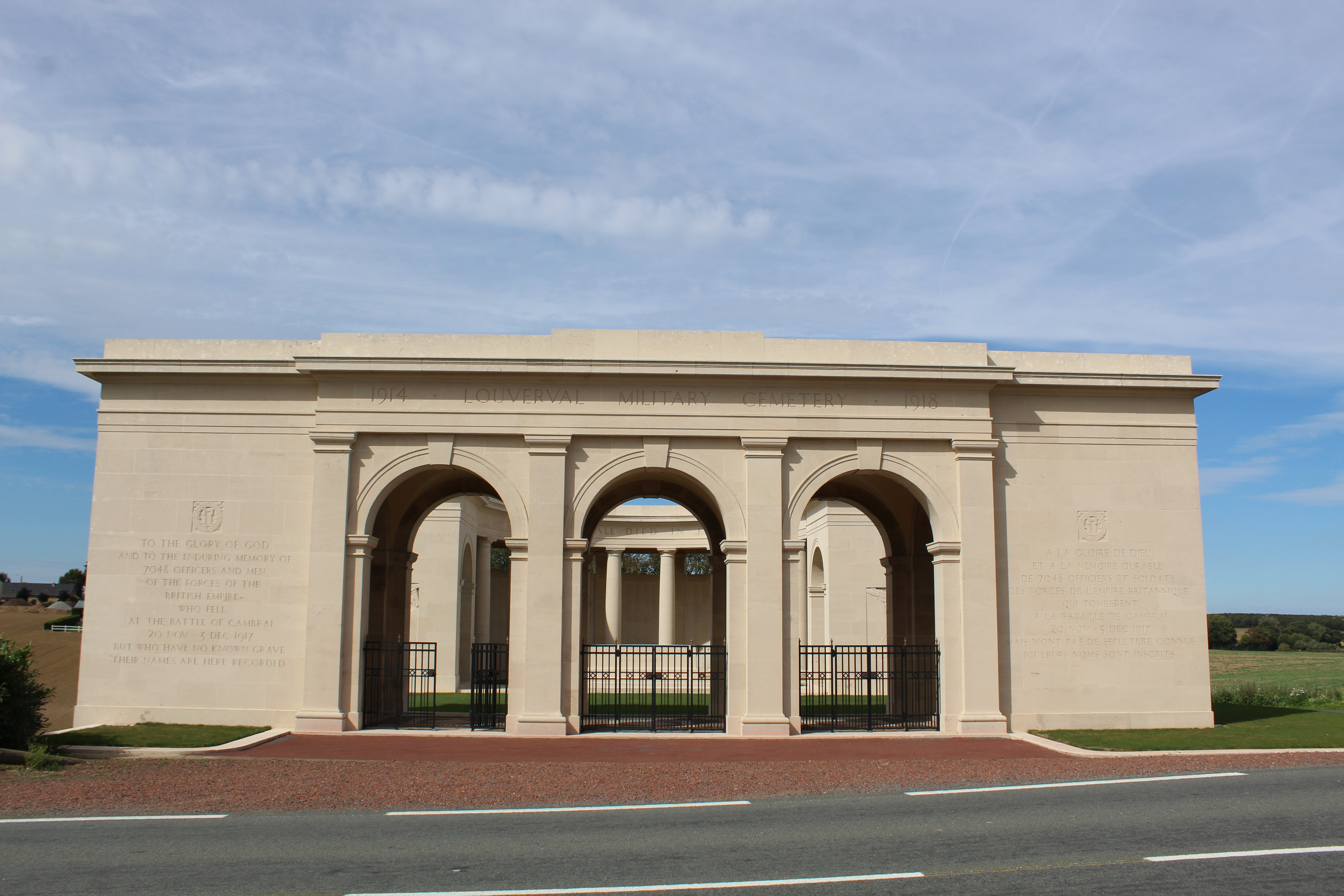
Le mémorial de Louverval, appelé Mémorial de Cambrai.
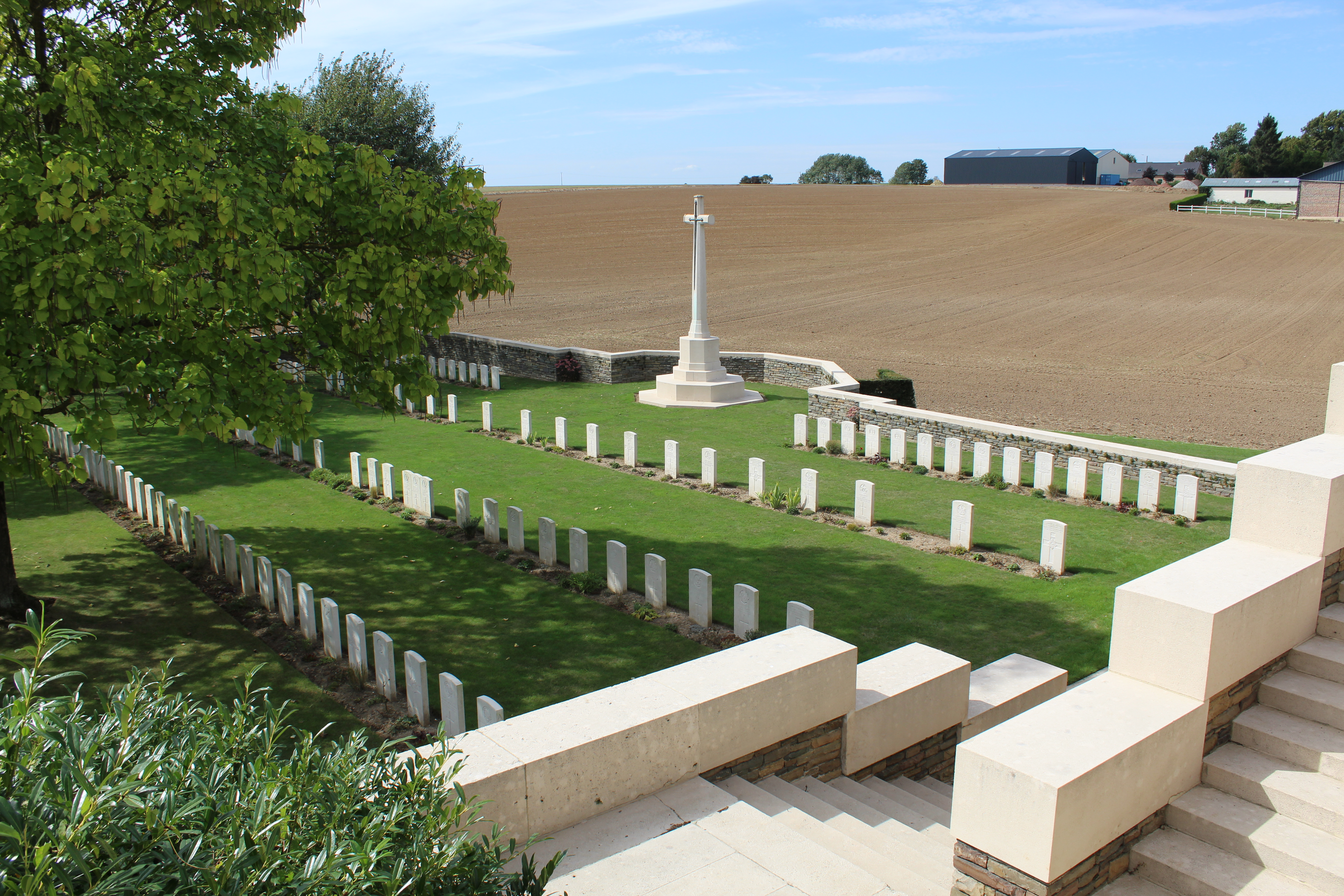
Le cimetière militaire de Louverval.

## Personnalités liées à la commune

### Seigneur de Louverval
- Charles François Joseph Malet de Coupigny (famille de Coupigny) bénéficie en août 1765, par lettres données à Choisy, de l'érection de la terre de Louverval en comté sous le titre de comté de Malet de Coupigny. Le récipiendaire a plusieurs filles accueillies dans des chapitres de nobles[17].

## Pour approfondir